# Willennium
Willennium es el segundo álbum en solitario estudio publicado por Will Smith. Rodeado por el éxito sin precedentes de Big Willie Style, el álbum fue lanzado en Columbia Records en los Estados Unidos en noviembre de 1999 con una notable producción (con varias celebridades que participaron). Willennium varios éxitos en su versión sencilla. La primera fue " Wild Wild West", originalmente publicado anteriormente en el año en la banda sonora de la película del mismo nombre. Aunque la película fue un gran fracaso, la canción logró un gran éxito en todo el mundo, alcanzando el # 1 en los EE. UU. el 24 de julio de 1999, y en el World Chart Unidos el mismo día (Smith's # un solo hit en todo el mundo). La canción también logró llegar a un Top 10 posiciones en todo el mundo, incluyendo  #2 en el Reino Unido las cartas (donde fue bloqueada por ATBs y "9pm (Till I Come)".
El siguiente fue el único gran éxito "Will 2K". La canción fue creada específicamente como una parte de la canción New Year's Day para el nuevo milenio. Es la muestra The Clashs "Rock the Casbah" y se hace referencia Prince's entonces oportuna la canción " 1999" con la letra, "Now we gonna party like it's nineteen...hold up, it is.". También poked diversión en el hype que rodea Y2K. La canción solo alcanzó el #25 en el gráfico de los EE. UU., pero llegó a su punto máximo en el #2 en el gráfico del Reino Unido (esta vez bloqueada por Robbie Williams's big-seller "She's the One/It's Only Us" doble Una sola cara). La pista también clasificó #32 en el Blender's lista de las "50 peores canciones". 
El éxito del álbum predecesor,Big Willie Style, desaparecido de los cuadros solo dos meses antes de Willennium después de disfrutar de un casi 2 años en el gráfico materializado en más de 9 millones de copias vendidas en los EE. UU. Después de ese gran éxito, Willennium fue recibida con grandes expectativas de los críticos y el público en general. El álbum fue puesto en libertad el 16 de noviembre de 1999, en una semana muy competitivo con otros grandes de Navidad-sazonado de prensa. "Willennium" logrado llegar a un #5 con un total de 187.000 copias vendidas en su debut de la semana, siendo bloqueado por otras grandes novedades como Korn's Issues(que debutó en el #1 con 573.000 copias ), Dr. Dre's Dr. Dre 2001 (#2 con 516.000 copias) y Céline Dion's All the Way ... A Decade of Song (#3 con 302,000 copias vendidas). Fue la única vez que Smith logró alcanzar el Top 5 de la Billboard 200 lista como un solo artista, y superando la posición #9 de los multimillonarios-seller Big Willie Style. Durante los siguientes "temas milenio" semanas, el álbum permaneció en el Top 10, pero en su sexta semana en el primero las cartas perdidas y, a continuación, descendió muy rápidamente de los gráficos como el interés devengado el hecho de que el Y2K se ha ido y el hecho de que Colombia no ha logrado producir nuevos hit singles del álbum (el tercer sencillo, "Freakin 'It" solo alcanzó el #99 en los EE. UU. y #15 en el Reino Unido, en primer lugar a Smith no solo el Reino Unido Top 3 como un artista solitario). La caída muy rápidamente a través de la lista, el álbum desapareció de toda la lista Billboard 200 de finales de junio de 2000, después de disfrutar de un total 26 semanas de la cartografía, un poco más de una cuarta parte en comparación con el gran Big Willie Style. Similar fue la reacción de uno desde el Reino Unido, con el álbum llegar a # 10 y un pobre gasto 30 semanas en el gráfico en comparación con los 108 de Big Willie Style.
En total, Willennium vendió solo 2 millones de los EE. UU. (2xPlatinum ser certificadas por la RIAA el 17 de diciembre de 1999) y no más de 4 millones en todo el mundo. Este es también menos de un tercio en comparación con las ventas de su predecesor. A pesar de la baja de ventas, Willennium a menudo se considera un éxito el esfuerzo de Smith y un paso adelante en su producción creativa.

## Lista de canciones
| N.º   | Título                                                  | Escritor(es)                                            | Duración |  |
| 1.    | «I'm Comin' (con Tra-Knox)»                             | Runnells, Brown, Rans, Smith, Moore, Bennett            | 3:54     |  |
| 2.    | «Will 2K (con K-Ci)»                                    | Robinson, Smith, Bennett, Henson                        | 3:53     |  |
| 3.    | «Freakin' It»                                           | Sawyer, McLeod, Edwards, Rogers, Smith, Barnes, Bennett | 3:59     |  |
| 4.    | «Da Butta (con Lil' Kim)»                               | Grey, Hanks, Smith, Jones, Bennett                      | 2:58     |  |
| 5.    | «La Fiesta»                                             | Puente, Smith, Haggins, Pelzer, Henson, Lynn            | 4:16     |  |
| 6.    | «Who Am I? (con Tatyana Ali & MC Lyte)»                 | Smith, Jerkins, Daniels, Ali                            | 4:02     |  |
| 7.    | «Afro Angel»                                            | Dorough, Smith, Smith, Bennett                          | 5:10     |  |
| 8.    | «So Fresh (con DJ Jazzy Jeff, Biz Markie & Slick Rick)» | Smith, Townes, Hall, Henson                             | 4:15     |  |
| 9.    | «Pump Me Up»                                            | Davis, Barrier, Griffen, Parker, Smith, Townes          | 4:04     |  |
| 10.   | «Can You Feel Me? (con Eve)»                            | Jackson, Smith, Jeffers, Henson                         | 3:44     |  |
| 11.   | «Potnas/Interlude»                                      | Smith, Hutchins, Smith, Bennett                         | 6:08     |  |
| 12.   | «No More (con Breeze)»                                  | Larsen, Smith                                           | 3:25     |  |
| 13.   | «Uuhhh (con Kel Spencer)»                               | Hakwains, Lewis, Smith, Bennett, Townes, Henson, Lynn   | 3:29     |  |
| 14.   | «Wild Wild West (con Dru Hill and Kool Moe Dee)»        | Wonder, Smith, Fusari, DeWese                           | 4:28     |  |
| 15.   | «The Rain (con Jill Scott)»                             | Williams, Neale, Smith, Lynn, Scott, Townes             | 4:48     |  |
| 62:33 |                                                         |                                                         |          |  |

## Gráficos
Album
| Año  | Gráfico                | Posición |
| ---- | ---------------------- | -------- |
| 1999 | The Billboard 200      | 5        |
| 1999 | Top Canadian Albums    | 6        |
| 1999 | Top Internet Albums    | 6        |
| 1999 | Top Internet Albums    | 15       |
| 1999 | Top R&B/Hip-Hop Albums | 8        |
| 1999 | UK Top 75 Albums       | 10       |

Solitario
| Año  | Solitario        | Gráfico                            | Posición |
| ---- | ---------------- | ---------------------------------- | -------- |
| 1999 | "Wild Wild West" | Canadian Singles Chart             | 2        |
| 1999 | "Wild Wild West" | Hot Latin Tracks                   | 39       |
| 1999 | "Wild Wild West" | Hot R&B/Hip-Hop Singles & Tracks   | 3        |
| 1999 | "Wild Wild West" | Hot Rap Singles                    | 1        |
| 1999 | "Wild Wild West" | Latin Pop Airplay                  | 20       |
| 1999 | "Wild Wild West" | Latin Tropical/Salsa Airplay       | 14       |
| 1999 | "Wild Wild West" | Rhythmic Top 40                    | 4        |
| 1999 | "Wild Wild West" | The Billboard Hot 100              | 1        |
| 1999 | "Wild Wild West" | Top 40 Mainstream                  | 4        |
| 1999 | "Wild Wild West" | Top 40 Tracks                      | 4        |
| 1999 | "Will 2K"        | Canadian Singles Chart             | 12       |
| 1999 | "Will 2K"        | Hot R&B/Hip-Hop Singles & Tracks   | 66       |
| 1999 | "Will 2K"        | Hot Rap Singles                    | 35       |
| 1999 | "Will 2K"        | Rhythmic Top 40                    | 14       |
| 1999 | "Will 2K"        | The Billboard Hot 100              | 25       |
| 1999 | "Will 2K"        | Top 40 Mainstream                  | 13       |
| 1999 | "Will 2K"        | Top 40 Tracks                      | 18       |
| 2000 | "Freakin' It"    | Hot Rap Singles                    | 20       |
| 2000 | "Freakin' It"    | Hot Dance Music/Maxi-Singles Sales | 4        |
| 2000 | "Freakin' It"    | Hot R&B/Hip-Hop Singles & Tracks   | 77       |
| 2000 | "Freakin' It"    | Rhythmic Top 40                    | 35       |
| 2000 | "Freakin' It"    | The Billboard Hot 100              | 99       |
| 2000 | "Freakin' It"    | Top 40 Mainstream                  | 40       |

## Trivia
- 'La lluvia' contiene una muestra de Denice Williams' 'I Believe In Miracles'.
- "Can You Feel Me?" contiene una muestra de Michael Jackson de la "Working Day and Night".
- La pista "Uuhhh" fue escrita por un escritor fantasma Common, acreditan como Lynn Lonnie Rashid.